# Frans Bak
Frans Bak (* 7. Februar 1958 in Dänemark) ist ein dänischer Komponist, Saxophonist und Pianist.

## Biografie
Frans Bak studierte an der renommierten dänischen Musikhochschule Det Kongelige Danske Musikkonservatorium, wo er 1980 seinen Abschluss machte. Anschließend spielte er für mehrere Bands, darunter Dagspressen, Santa Cruz, Blast und Buzstop, Keyboard. Parallel dazu begann er mit der Komposition für kleinere Fernseh- und Theaterproduktionen. Ab den 1990er Jahren hatte er mit Det Blå Skrig und Jazzgruppe90 zwei eigene Musikgruppen und spielte unter anderem als Showbands für Tommy Kenter, Per Pallesen und Søren Pilmark. Seit seinem Debüt als Filmkomponist ist er international vor allen Dingen für seine Musik an den Fernsehserien Kommissarin Lund – Das Verbrechen, Nordlicht – Mörder ohne Reue und The Killing bekannt geworden.

## Filmografie (Auswahl)
- 1990: Laß die Eisbären tanzen (Lad isbjørnene danse)
- 1992: Zwischen Himmel und Erde (Karlsvognen)
- 1995: Affenchaos: Im Dschungel ist der Teufel los (Aberne og det hemmelige våben)
- 1995: Final Hour (Sidste time)
- 1996: Ernst und das Licht (Ernst & lyset)
- 1997: Sweethearts
- 1998: Albert und der große Rapollo (Albert)
- 2002: Die fünfte Frau (Den femte kvinnan)
- 2005: Mittsommermord (Steget efter)
- 2006: Helmer & Søn
- 2007–2012: Kommissarin Lund – Das Verbrechen (Forbrydelsen, 40 Folgen)
- 2010: Nordlicht – Mörder ohne Reue (Den som dræber, Fernsehserie, sechs Folgen)
- 2011–2014: The Killing (Fernsehserie, 44 Folgen)
- 2015: Men & Chicken (Mænd & Høns)
- 2015: Doctor Foster (Fernsehserie, 5 Folgen)
- 2017: Art of Crime (Fernsehserie, 6 Folgen)
- 2021: Der unwahrscheinliche Mörder (Den osannolika mördaren, Fernsehfünfteiler)
- 2022: Geborgtes Weiß